# Amerila nigroapicalis
Amerila nigroapicalis là một loài bướm đêm thuộc phân họ Arctiinae, họ Erebidae.